# Heazlewood River
Der Heazlewood River ist ein Fluss im Nordwesten des australischen Bundesstaates Tasmanien.

## Geografie

### Flusslauf
Der rund 34 Kilometer lange Heazlewood River entspringt am Südende der Baretop Ridge im Savage-River-Nationalpark und fließt nach Südwesten. Etwa sechseinhalb Kilometer westlich der Siedlung Luina unterquert er die Mount Road und mündet bei Savage River in den Whyte River.

### Nebenflüsse mit Mündungshöhen
- Friday Creek – 303 m
- Karilyn Creek – 293 m[1]